# كوهي كوروكي
كوهي كوروكي (باليابانية: 黒木 晃平) (مواليد 31 يوليو 1989)، هو لاعب كرة قدم ياباني سابق كان يلعب كلاعب وسط.

## وصلات خارجية
- كوهي كوروكي على موقع رابطة كرة القدم اليابانية للمحترفين (اليابانية)
- كوهي كوروكي على موقع قاعدة بيانات كرة القدم.إي يو (الإنجليزية)
- كوهي كوروكي على موقع Soccerway.com (الإنجليزية)
- كوهي كوروكي على موقع عالم كرة القدم.نت (الإنجليزية)